# 斯泰爾M1912半自動手槍

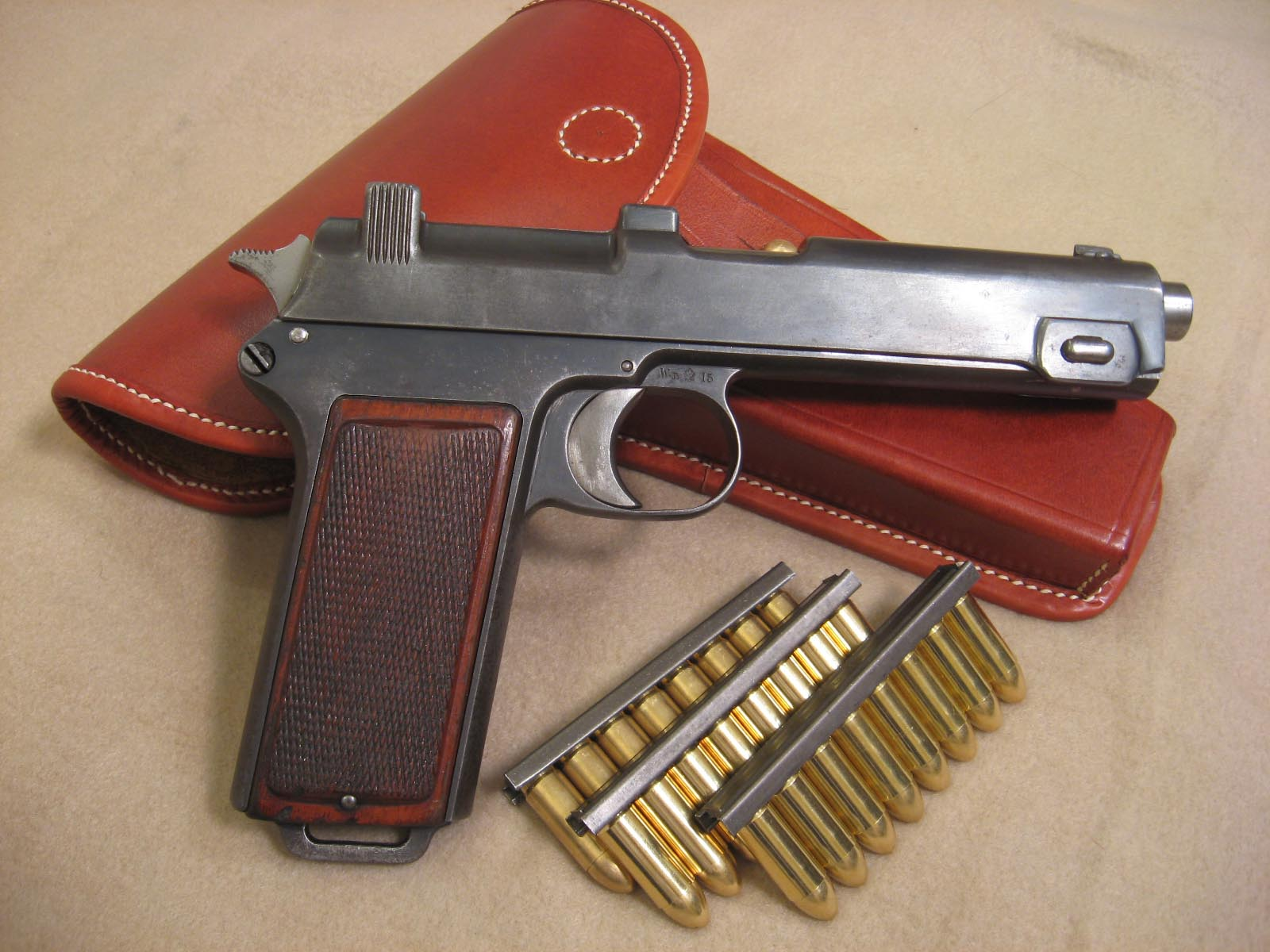
1915年製的斯泰爾M1912，旁邊有槍套和其9×23毫米斯泰爾彈的橋夾

斯泰爾M1912，又名斯泰爾—哈恩，是一款由斯泰爾—曼利曼公司於1911年設計的半自動手槍。它的機械結構原自羅特–斯泰爾M1907手槍。奧匈帝國軍隊在1912年採用其為制式手槍。在第一次世界大戰期間，它被證明為能夠在惡劣的塹壕環境中正常使用。原版的M1912發射9×23毫米斯泰爾彈，但二戰期間斯泰爾曾為德軍生產過9×19毫米魯格口徑的版本。

## 衍生型

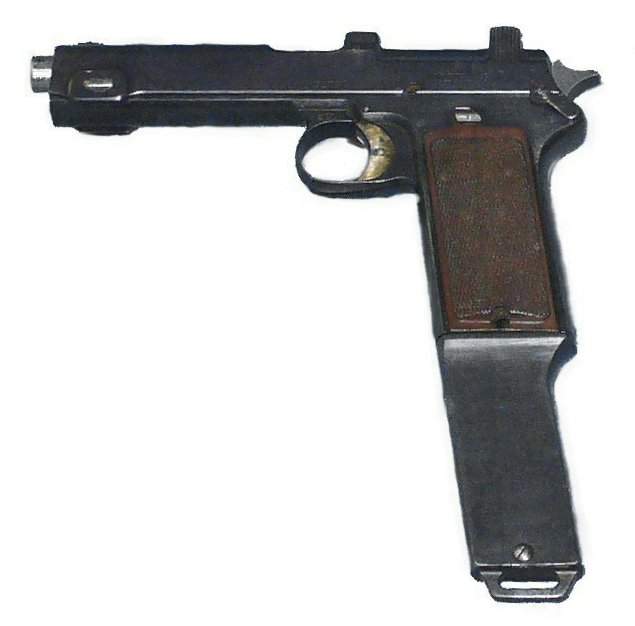
斯泰爾M1912/P16連發手槍（Repetierpistole）。這款衍生型擁有增量版彈匣，也可裝上槍托控制後座力

### 9mm P12(Ö)
在納粹德國吞併奧地利後，德意志國防軍向斯泰爾訂購了60,000把發射9×19毫米魯格彈的M1912手槍。這些手槍在德軍中服役至二戰結束。在德軍服役期間，它的正式名稱為9mm P12(Ö) （Ö代表Österreichisch，即"奧地利"）。此外，這批手槍在扳機處也印有國防軍之鷹（Wehrmachtadler）圖案，而最明顯是在槍身左側印有"P-08"或"08"字樣，以標示該槍使用德軍1908年式彈藥。

### M1912/P16型衝鋒手槍
在第一次世界大戰期間，斯泰爾推出了一款M1912的衝鋒手槍衍生型，名為M1912/P16型連發手槍（Repetierpistole M1912/P16）。它以一個不可拆卸的16發容量彈倉供彈，裝填彈藥時可使用兩個8發容量的彈夾條把子彈壓入彈倉。該槍配備了一個可卸式槍托，以及裝設在握把右邊，接近扳機位置的快慢機（扳向下是半自動，向上則為全自動）。M1912/16的射速約為每分鐘800—1,000發，全槍重約2.6磅。它在1916年推出，並被視為世上第一款衝鋒手槍，但其生產量卻十分少。據指斯泰爾合共只製造了960把M1912/P16。

### M.12型雙聯裝手槍
M.12型雙聯裝手槍（Doppelpistole M.12）是一款將兩把M1912/P16手槍加上槍托的衝鋒槍改型。然而，只有極少數該款手槍出廠。

## 腳注
1. ↑  希爾滕貝格生產的9mm斯泰爾彈使用115格令（7克）全金屬披甲彈頭，有着每秒1,230尺（每秒370米）的槍口初速，動能達388 ft·lbf（526焦耳）。